# Indonesische Badmintonmeisterschaft 1968
Die Indonesische Badmintonmeisterschaft 1968 fand vom 25. bis zum 30. November 1968 in Jakarta statt. Es war die zwölfte Austragung der nationalen Meisterschaften von Indonesien im Badminton.

## Titelträger
| Disziplin    | Sieger                   |
| ------------ | ------------------------ |
| Herreneinzel | Darmadi                  |
| Dameneinzel  | Utami Dewi               |
| Herrendoppel | Muljadi Mintarja         |
| Damendoppel  | Poppy Tumengkol Nurhaena |
| Mixed        | nicht ausgetragen        |